# Otilio Olguín
Otilio Alberto Olguín Rodrigo (San Antonio, 13 febbraio 1931 – Città del Messico, 28 novembre 1994) è stato un nuotatore e pallanuotista messicano.
Ha fatto parte del Messico che ha partecipato al torneo di pallanuoto ai Giochi di Helsinki 1952, assieme ai fratelli José e Gustavo.
Nel 1950 e nel 1959, ha vinto l'oro ai Giochi centramericani e caraibici con la pallanuoto, mentre nel 1954, ha vinto l'oro nei 100m stile libero e nella Staffetta 4×200m stile libero.
Nel 1955 ha vinto il bronzo nella Staffetta 4x100 m misti ai II Giochi panamericani.